# C6orf58
C6orf58 (англ. Chromosome 6 open reading frame 58) – білок, який кодується однойменним геном, розташованим у людей на короткому плечі 6-ї хромосоми. Довжина поліпептидного ланцюга білка становить 330 амінокислот, а молекулярна маса — 37 926.
| 10         |  | 20         |  | 30         |  | 40         |  | 50         |
| ---------- |  | ---------- |  | ---------- |  | ---------- |  | ---------- |
| MAFLPSWVCV |  | LVGSFSASLA |  | GTSNLSETEP |  | PLWKESPGQL |  | SDYRVENSMY |
| IINPWVYLER |  | MGMYKIILNQ |  | TARYFAKFAP |  | DNEQNILWGL |  | PLQYGWQYRT |
| GRLADPTRRT |  | NCGYESGDHM |  | CISVDSWWAD |  | LNYFLSSLPF |  | LAAVDSGVMG |
| ISSDQVRLLP |  | PPKNERKFCY |  | DVSSCRSSFP |  | ETMNKWNTFY |  | QYLQSPFSKF |
| DDLLKYLWAA |  | HTSTLADNIK |  | SFEDRYDYYS |  | KAEAHFERSW |  | VLAVDHLAAV |
| LFPTTLIRSY |  | KFQKGMPPRI |  | LLNTDVAPFI |  | SDFTAFQNVV |  | LVLLNMLDNV |
| DKSIGYLCTE |  | KSNVYRDHSE |  | SSSRSYGNNS |  |            |  |            |

A: Аланін

C: Цистеїн

D: Аспарагінова кислота

E: Глутамінова кислота

F: Фенілаланін

G: Гліцин

H: Гістидин

I: Ізолейцин

K: Лізин

L: Лейцин

M: Метіонін

N: Аспарагін

P: Пролін

Q: Глутамін

R: Аргінін

S: Серин

T: Треонін

V: Валін

W: Триптофан

Кодований геном білок за функцією належить до білків розвитку. 
Секретований назовні.